# Paralimnophila christine
Paralimnophila christine là một loài ruồi trong họ Limoniidae. Chúng phân bố ở miền Australasia.